# Arninge Kirke
Arninge Kirke är en kyrka som ligger i Arninge Sogn omkring sex kilometer söder om orten Nakskov på västra delen av ön Lolland.

## Kyrkobyggnaden
Arninge Kirke är uppförd av tegel omkring år 1250. I sin nuvarande form består kyrkan av ett långhus med ett smalare kor i öster samt en halvrund absid. Vid långhusets södra sida finns ett vidbyggt vapenhus i gotisk stil. Fasaderna är vitkalkade och taket är belagt med rött tegel.
På kyrkogården, nordväst om kyrkan, står en klockstapel av svart ekträ som är uppförd på medeltiden. I stapeln hänger två klockor. Ena är gjuten år 1645 av Michel Westfael i Rostock och den andra är gjuten år 1728 av Laurentius Strahlborn i Lübeck.

## Inventarier
- Predikstolen i renässansstil är tillverkad omkring år 1605. Ljudtak saknas.
- I korbågen hänger en Kristusskulptur från omkring år 1300. Korset har tillkommit senare.
- Nuvarande altartavla är snidad av Henrik Werner och bär årtalet 1644.
- En dopfunt av trä är från 1640-talet. En dopfunt av sandsten är från 1200-talet.